# Trochulus lubomirskii
Trochulus lubomirskii is een slakkensoort uit de familie van de Hygromiidae. De wetenschappelijke naam van de soort is voor het eerst geldig gepubliceerd in 1881 door Slosarski.